# Котля (гмина)
Котля (пол. Kotla) — сельская гмина (волость) в Польше, входит как административная единица в Глогувский повет, Нижнесилезское воеводство. Население — 4066 человек (на 2004 год).

## Демография
| Перепись                       | Всего   | Всего | Женщины | Женщины | Мужчины | Мужчины |
| ------------------------------ | ------- | ----- | ------- | ------- | ------- | ------- |
| Единицы                        | человек | %     | человек | %       | человек | %       |
| Население                      | 4066    | 100   | 2062    | 50,7    | 2004    | 49,3    |
| Плотность населения (чел./км²) | 31,8    | 31,8  | 16,1    | 16,1    | 15,7    | 15,7    |

## Сельские округа
1. Цебер
2. Хоцемысль
3. Гроховице
4. Глогувко
5. Котля
6. Козе-Долы
7. Кшекотувек
8. Кулюв
9. Мошовице
10. Скиднюв
11. Собчице
12. Забеле

## Поселения
1. Богомице
2. Дожече
3. Кронжкувко
4. Лесьна-Долина
5. Пенкошув
6. Скиднювек
7. Скужин
8. Закшув

## Соседние гмины
1. Гмина Глогув
2. Глогув
3. Гмина Седлиско
4. Гмина Слава
5. Гмина Шлихтынгова
6. Гмина Жуковице